# Billie Dove
Pour les articles homonymes, voir Dove.

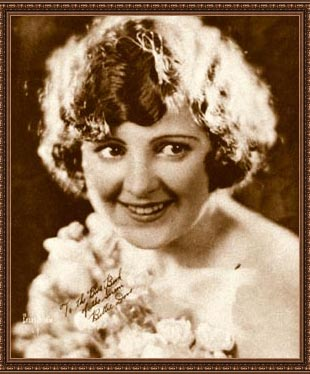
Billie Dove (début des années 1920)

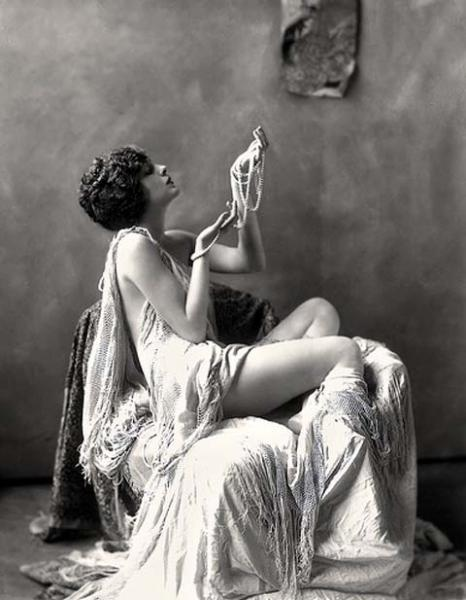
Bllie Dove. Photographie de Alfred Cheney Johnston.

Lillian Bohny, connue sous le nom de scène Billie Dove (née le 14 mai 1903 à New York et morte le 31 décembre 1997  à Los Angeles) est une actrice américaine du cinéma muet.

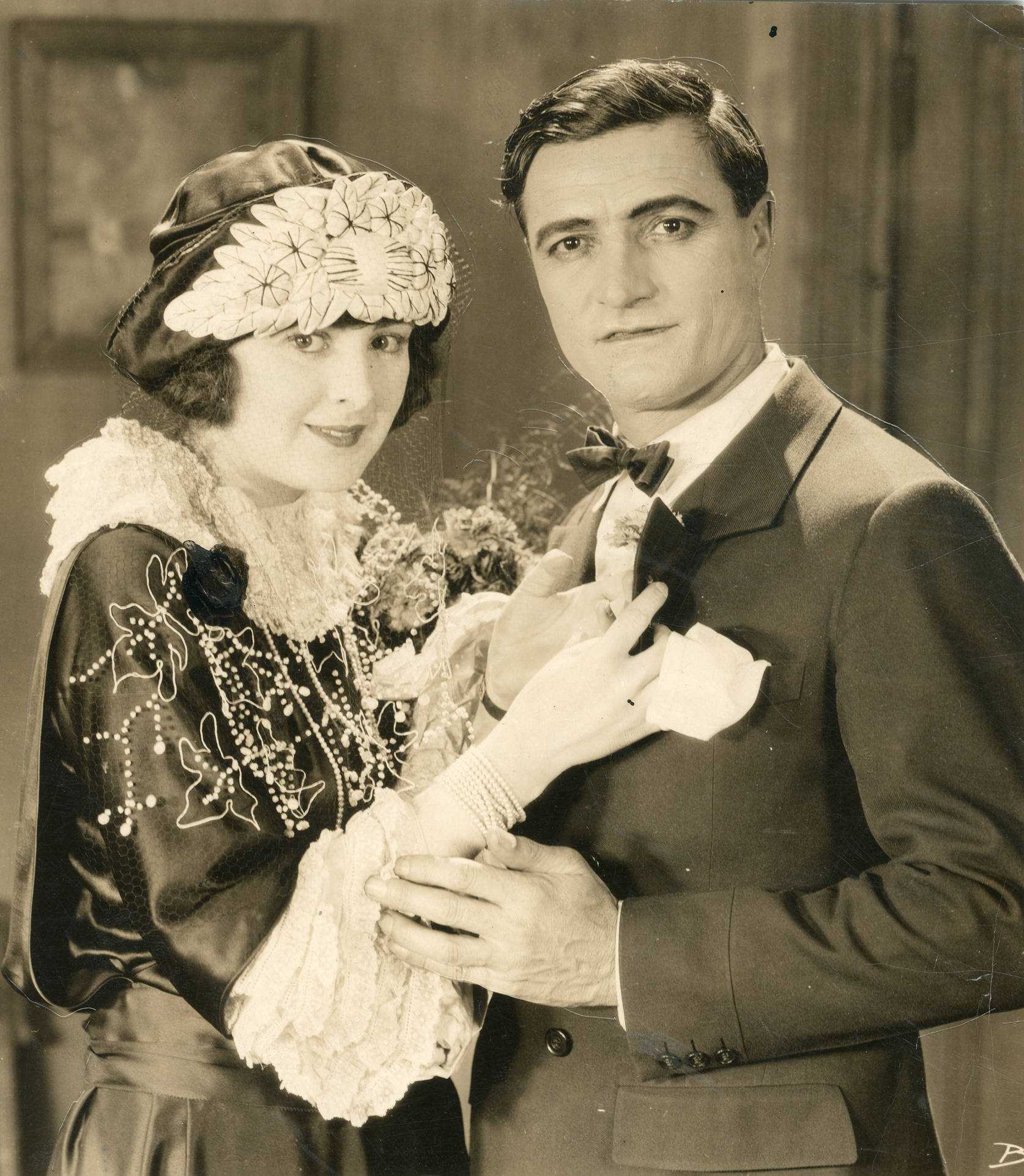
Billie Dove et Tom Mix dans Soft Boiled (SAYRE 14047)

## Biographie
Lillian Bohny nait à New York. Ses parents Charles et Bertha Bohny sont originaires de la Suisse. Adolescente, elle travaille comme mannequin, avant d'être engagée à l'âge de 15 ans dans la troupe des Ziegfeld Follies. Au début des années 1920, elle s'installe à Hollywood où elle commence une carrière d’actrice. Elle devient une des vedettes du cinéma muet, et joue notamment dans Le Pirate noir (1926), film en technicolor avec Douglas Fairbanks. Durant sa carrière, elle est dirigée, entre autres, par John Ford, Frank Borzage et Alexander Korda, et a pour partenaires Lon Chaney, John Gilbert ou Clara Bow.
En 1923, elle épouse Irvin Willat, réalisateur de plusieurs de ses films ; leur divorce est prononcé en 1929. Pendant trois ans, elle entretient une liaison avec Howard Hughes qui la fait tourner dans deux de ses films au début des années 1930. Billie Dove tourne son dernier film en 1932.
En 1933, elle épouse le directeur d'une firme de pétrole, Robert Kenastron, mariage qui dure jusqu'à la mort de celui-ci en 1970. Ils ont deux enfants, un garçon et une fille adoptée. En 1973, elle se marie une troisième fois avec un architecte, John Miller, mariage qui se termine par un divorce. Elle meurt d'une pneumonie en 1997, à l’âge de 94 ans.
Elle a son étoile sur le Hollywood Walk of Fame, au 6351 Hollywood Bvd.

## Filmographie
- 1921 : Get-Rich-Quick Wallingford de Frank Borzage : Dorothy Wells
- 1921 : At the Stage Door de Christy Cabanne : Mary Mathews
- 1922 : Polly of the Follies de John Emerson : Alysia Potter
- 1922 : Beyond the Rainbow de Christy Cabanne : Marion Taylor
- 1922 : Youth to Youth d'Émile Chautard : Eve Allinson
- 1922 : La Prisonnière (One Week of Love) de George Archainbaud : une invitée à la baignade (non créditée)
- 1923 : La Force du sang (All the Brother Were Valiant) d'Irvin Willat : Priscilla Holt
- 1923 : Javalie le mystérieux (Madness of Youth) de Jerome Storm : Nannette Banning
- 1923 : T'excite pas (Soft Boiled) de John G. Blystone
- 1923 : The Lone Star Ranger (en) de Lambert Hillyer : Helen Longstreth
- 1923 : The Thrill Chaser (en) de Edward Sedgwick : Olala Ussan
- 1924 : One Time de Henry Lehrman : Helen Hendon
- 1924 : Try and Get It de Cullen Tate : Rhoda Perrin
- 1924 : Yankee Madness de Charles R. Seeling : Dolores
- 1924 : Le Vagabond du désert (Wanderer of the Wasteland) d'Irvin Willat : Ruth Virey
- 1924 : Le Ravageur (The Roughneck) de Jack Conway : Felicity Arden
- 1924 : Pour un collier de perles (Folly of Vanity) de Henry Otto et Maurice Elvey : Alice
- 1925 : Les Pirates de l'air (The Air Mail) d'Irvin Willat : Alice Rendon
- 1925 : The Light of Western Stars de William K. Howard : Madeline Hammond
- 1925 : Blanco, cheval indompté (Wild Horse Mesa) de George B. Seitz : Sue Melberne
- 1925 : Tel... Don Juan de John G. Blystone : Eleanor Hunt
- 1925 : Le Champion (The Fighting Heart) de John Ford : Doris Anderson
- 1925 : The Ancient Hightway d'Irvin Willat : Antoinette St. Ives
- 1926 : Le Pirate noir (The Black Pirate) d'Albert Parker : Princesse Isobel
- 1926 : The Lone Wolf Returns de Ralph Ince : Marcia Mayfair
- 1926 : The Marriage Clause de Lois Weber : Sylvia Jordan
- 1926 : Kid Boots de Frank Tuttle : Eleanor Belmore
- 1927 : An Affair of the Follies (en) de Millard Webb : Tamara
- 1927 : Sensation Seeckers de Lois Weber
- 1927 : The Tender Hour (en) de George Fitzmaurice : Marcia Kane
- 1927 : Le Voile nuptial (The Stolen Bride) de Alexander Korda : Sari, comtesse Thurzo
- 1927 : Chiffons (The American Beauty) de Richard Wallace : Millicent Howard
- 1927 : The Love Mart de George Fitzmaurice : Antoinette Frobelle
- 1928 : The Heart of a Follies Girl de John Francis Dillon : Teddy O’Day
- 1928 : The Yellow Lily d'Alexander Korda : Judith Peredy
- 1928 : Night Watch d'Alexander Korda : Yvonne Corlaix
- 1928 : La Belle Exilée (Adoration) de Frank Lloyd : Elena
- 1929 : Careers de John Francis Dillon : Hélène Gromaire
- 1929 : Le Yacht d'amour (en) (The Man and the Moment) de George Fitzmaurice : Joan
- 1929 : Her Private Life d'Alexander Korda : Lady Helen Haden
- 1929 : The Painted Angel (en) de Millard Webb
- 1930 : The Other Tomorrow de Lloyd Bacon : Edith Larrison
- 1930 : A Notorious Affair de Lloyd Bacon : Lady Patricia Hanley Gherardi
- 1930 : Sweethearts and Wives (en) de Clarence G. Badger : la femme de chambre
- 1930 : One Night at Susie’s (en) de John Francis Dillon : Mary
- 1931 : The Lady who Dared de William Beaudine : Margaret Townsend
- 1931 : Une femme moderne (The Age for Love) de Frank Lloyd : Jean Hurd
- 1932 : Cock of the Air (en) de Tom Buckingham : Lilli de Rosseau
- 1932 : La Reine des girls (Blondie of the Follies) d'Edmund Goulding
- 1963 : Le Seigneur d'Hawaï (Diamond Head) de Guy Green - non créditée

## Crédit d'auteurs
- (en) Cet article est partiellement ou en totalité issu de l’article de Wikipédia en anglais intitulé « Billie Dove » (voir la liste des auteurs).